# Heterocerus holosericeus
Heterocerus holosericeus is een keversoort uit de familie oevergraafkevers (Heteroceridae). De wetenschappelijke naam van de soort is voor het eerst geldig gepubliceerd in 1856 door Rosenhauer.